# Pelargos
Pelargos I, Pelargos II a Pelargos III byla letadla poháněná lidskou silou, která v letech 1980 až 1985 postavili Max Horlacher a Toni Felix ze Švýcarska.

## Historie
V roce 1959 vypsal britský průmyslník Henry Kremer ocenění pro konstruktéra letadla poháněného pouze lidskou silou, které bude schopno odstartovat, ve výšce minimálně 10 stop (3 metry) obletět trasu ve tvaru osmičky okolo dvou pylonů umístěných 0,5 míle (cca 800 metrů) od sebe, a opět přistát. Tuto cenu a odměnu 50 000 £ získal 23. srpna 1977 tým americké společnosti AeroVironment Inc. okolo Paula B. MacCreadyho a Dr. Petera B.S. Lissamana s letadlem nazvaným Gossamer Condor.
Pro podporu evropských konstruktérů byla tato cena vypsána v roce 1979 znova, ovšem s omezením, že ji může získat pouze "neameričan". Toto ocenění nakonec získal německý profesor Günter Rochelt s letounem Musculair 1 dne 19. června 1984. Jedním z neúspěšných projektů byl i švýcarský Pelargos Maxe Horlachera, majitele společnosti Horlacher AG pracující s kompozity, a Toniho Felixe.

## Pelargos I
Pelargos I z roku 1980 byl prvním z trojice postavených strojů. Letoun kvůli nevhodnému profilu křídla nevzlétl a nedochovaly se o něm žádné informace, fotografie ani technické specifikace.

## Pelargos II
Horlacher a Felix se nevzdávali a k dalšímu navrhovanému letadlu pozvali profesora Fritze Dubse, odborníka na aerodynamiku z Curychu. Ten vypracoval nový profil křídla vhodný pro pomalu létající letadlo. Zároveň do projektu formou materiálového sponzorství vstoupila firma Reichhold Chemie AG vyrábějící syntetické materiály (např. Mylar, který je často používán při konstrukci tohoto druhu letadel). V březnu 1983 bylo letadlo postaveno, ale kvůli problémům s přenosem energie na vrtuli poprvé vzlétlo až v prosinci 1983 ve švýcarském Dübendorfu. Následně 20. ledna 1984 podal Horlacher přihlášku do soutěže, o provedení soutěžního pokusu ovšem není nikde zmínka. 
Nejdelší přímý let Pelargosu II měl hodnotu 1100 yardů (cca 1000 m), vzdálenost požadovaná pro získání Kremerovy ceny byla asi dvojnásobná, navíc s dvěma otáčkami. Ty byly největším „oříškem“ pro konstruktéry, protože při nich letadlo ztrácí dostatečný vztlak.

### Technické údaje
- Délka:?
- Výška: ?
- Rozpětí: 27 m
- Plocha křídla: 67,5 m²
- Koeficient štíhlosti křídla: 10,8
- Hmotnost (prázdná):  35,8 kg
- Vrtule (průměr): 3,66 m
- Minimální vzletová rychlost: 19 km/h
- Profil křídla: Dubs

## Pelargos III
Pelargos III vznikl tentokrát ve spolupráci s P. Frankem. Oproti „dvojce“ byl menší a rychlejší, zároveň ale také těžší a nejdelší uskutečněný let byl kratší - 875 yardů (800 m). První let se uskutečnil v dubnu 1985 ve švýcarském Birrfeldu.

### Technické údaje
- Délka:?
- Výška: ?
- Rozpětí: 22 m
- Plocha křídla: 19,8 m²
- Koeficient štíhlosti křídla: 24,4
- Hmotnost (prázdná):  42 kg
- Vrtule (průměr): ?
- Minimální vzletová rychlost: 28 km/h
- Profil křídla: ?